# Stade Aníbal Torres Costa
Le Stade Aníbal Torres Costa (en portugais : Estádio Aníbal Torres Costa), est un stade de football brésilien situé dans la ville de Tubarão, dans l'état de Santa Catarina.
Le stade, doté de 15 000 places et inauguré en 1955, sert d'enceinte à domicile aux équipes de football du Hercílio Luz Futebol Clube et du Tubarão Futebol Clube.

## Histoire
Le stade ouvre ses portes en 1955. Le club du Tubarão FC y joue ses matchs à domicile entre 1996 et 2005.